# Каламандат
Каламандат (*бірм. ကာလဗန္ဒလ, д/н — 5 червня 1698) — 30-й володар М'яу-У в 1697—1698 роках.

## Життєпис
Походження є дискусійним: з місцевих аристократів або сановників. Прийшов до влади внаслідок повалення каман (палацовою гвардією-лучників) чи вояками-буддистами Маюппії. Не мав фактичної влади, яка належала військовим. 1698 року був повалений, трон було передано Нарадіпаті I.